# فرانك براونينج
فرانك براونينج (بالإنجليزية: Frank Browning)‏ هو لاعب كرة قاعدة أمريكي، ولد في 29 أكتوبر 1882 في فالماوث في الولايات المتحدة، وتوفي في 19 مايو 1948 في سان أنطونيو في الولايات المتحدة.

## وصلات خارجية
- فرانك براونينج على موقع دوري كرة القاعدة الرئيسي (الإنجليزية)
- فرانك براونينج على موقعبيزبول رفرنس.كوم (الدوري الرئيسي) (الإنجليزية)
- فرانك براونينج على موقعبيزبول رفرنس.كوم (الدوري الثانوي) (الإنجليزية)